# Żłobiste Czuby

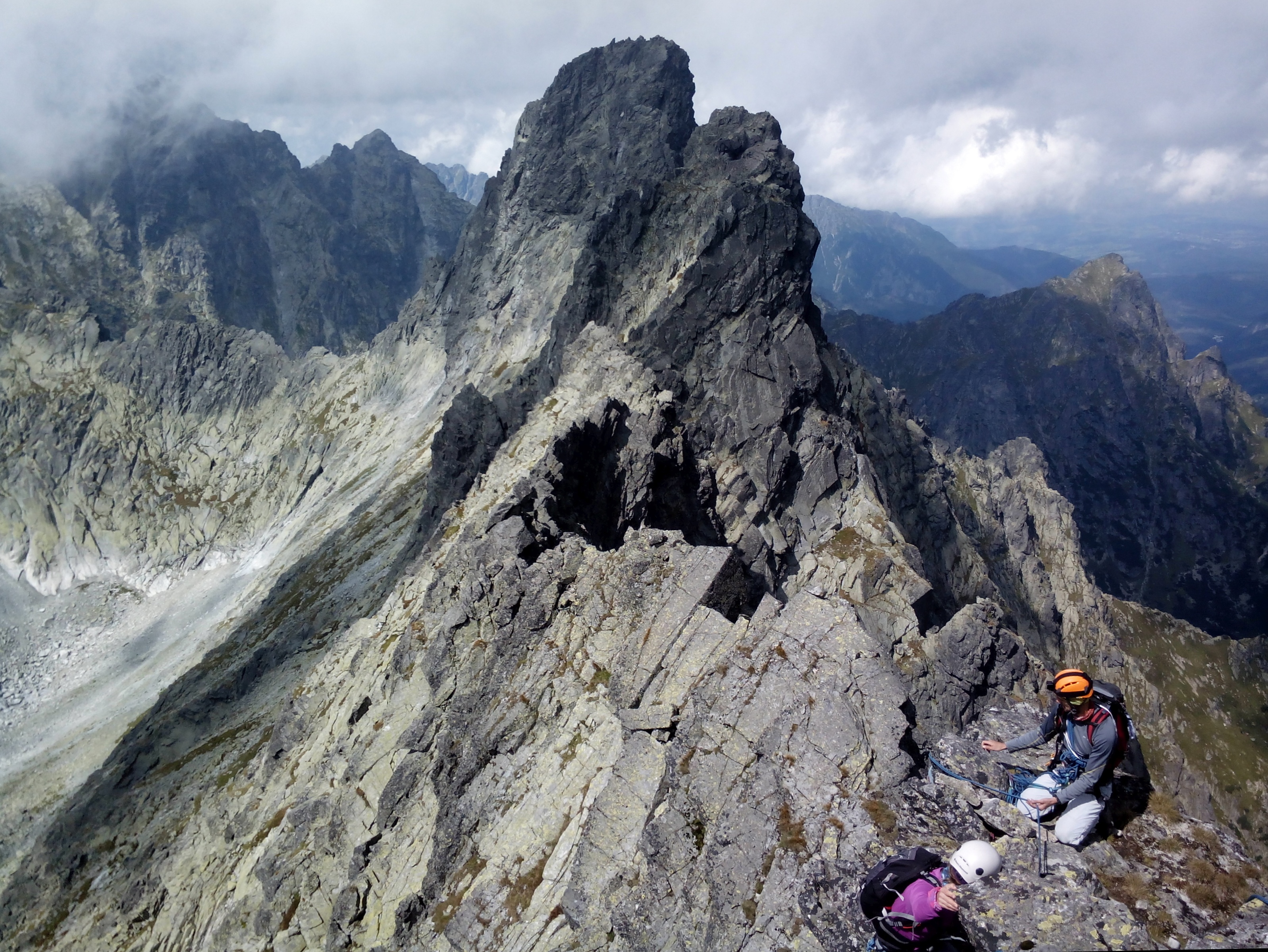
Ganek, Rumanowy Szczyt i Żłobiste Czuby

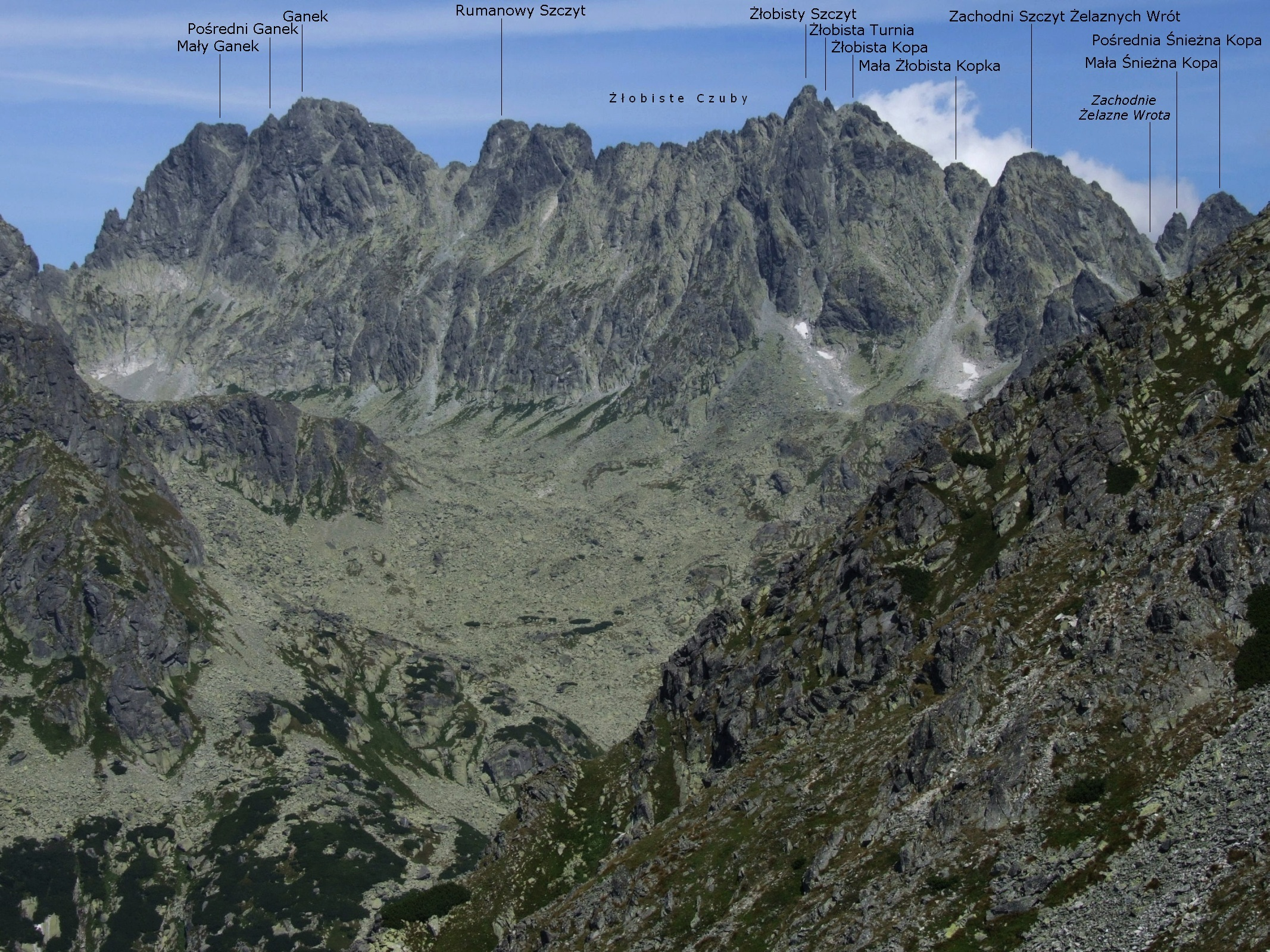
Widok z podejścia na Przełęcz pod Osterwą

Żłobiste Czuby (słow. Zlobné zuby) – liczne i drobne skalne czuby w głównej grani Tatr Wysokich pomiędzy Rumanowym Szczytem (2429 m) a Żłobistym Szczytem (2427 m). Na odcinku tym grań przebiega w kierunku południowo-wschodnim i występują w niej kolejno:
- Wyżnia Żłobista Przełączka (Vyšná Zlobná štrbina) 2370 m,
- Żłobiste Czuby (Zlobné zuby),
- Żłobiste Wrótka (Zlobná bránka) 2400 m.

Grań spod Żłobistych Czub opada z jednej strony do Doliny Kaczej, z drugiej do Dolinki Rumanowej. Liczne Żłobiste Czuby są mało wybitne i nie posiadają nazw własnych, również drobne przełączki i szczerbinki między nimi nie są nazwane. Minimalna deniwelacja względna najwybitniejszej kulminacji, wznoszącej się na wysokość 2391 m, wynosi 11 metrów. Słowo czuba często występuje w tatrzańskim nazewnictwie i oznacza tyle, co szczyt, wierzchołek, kopa.
Grań Żłobistych Czub ma długość około 200 m. Najwyższy jej punkt znajduje się na południowo-wschodnim skraju grani. Północną ścianę (od strony Doliny Kaczej), około 100 m poniżej grani przecina Zachód Komarnickich, którym prowadzi droga wspinaczkowa nr 1. W południowej ścianie (Dolinka Rumanowa) pod granią znajduje się system półek z drogą nr. 2, a 50 m niżej Rumanowa Ławka.
Drogi wspinaczkowe
1. Prawą częścią północno-wschodniej ściany; w dolnej części III w skali tatrzańskiej, w górnej IV, czas przejścia 5 godz.
2. Z Wyżniej Żłobistej Przełączki omijając grań; I, 1 godz.[4]